# Нова махала (област Стара Загора)
Вижте пояснителната страница за други значения на Нова махала.
Нова махала е село в Южна България. То се намира в община Николаево, област Стара Загора.

## География
Разположено в източния край на Розовата долина, между Стара планина и река Тунджа. Северно от селото преминава главния подбалкански път София – Бургас.

## История
В землището на Нова махала има следи на живот от тракийско и византийско време, за което красноречиво говорят трите, макар и неголеми, тракийски могили, сечива, монети и керамични късове. Изровените в началото на 90-те години на 20 век от иманяри огромни глинени съдове (питоси).

## Религии
Източно православни, мюсюлмани. През 2009 година е завършен и започва своята дейност църковен храм „Вмчк. св. Георги Победоносец“.

## Обществени институции
- Кметство;
- Читалище;
- Начално училище;
- Детска градина.

## Културни и природни забележителности
Неизследвани малки тракийски могили, част от източния край на Долината на тракийските царе.

## Редовни събития
Читалище „Зорница“ е организатор на ежегоден фолклорен празник „Цветница“, който се провежда в деня на църковния празник „Цветница“. Празникът е своеобразно продължение на някогашния сбор на с. Нова махала – „Връбница“. В началото на 20 век в селото започва да върлува епидемия от коремен тиф, умират много хора, затова селото е под карантина и се забранява и сборът „Връбница“, който се изнася и отбелязва в съседното село Николаево, но с времето и там този сбор замира. През 2000 година по инициатива на читалище „Зорница“ и със съгласието на жителите на с. Нова махала „Цветница“ отново става празник на селото.

## Личности
- Константин Колев (1930 – 82), български писател